# Adani Illo

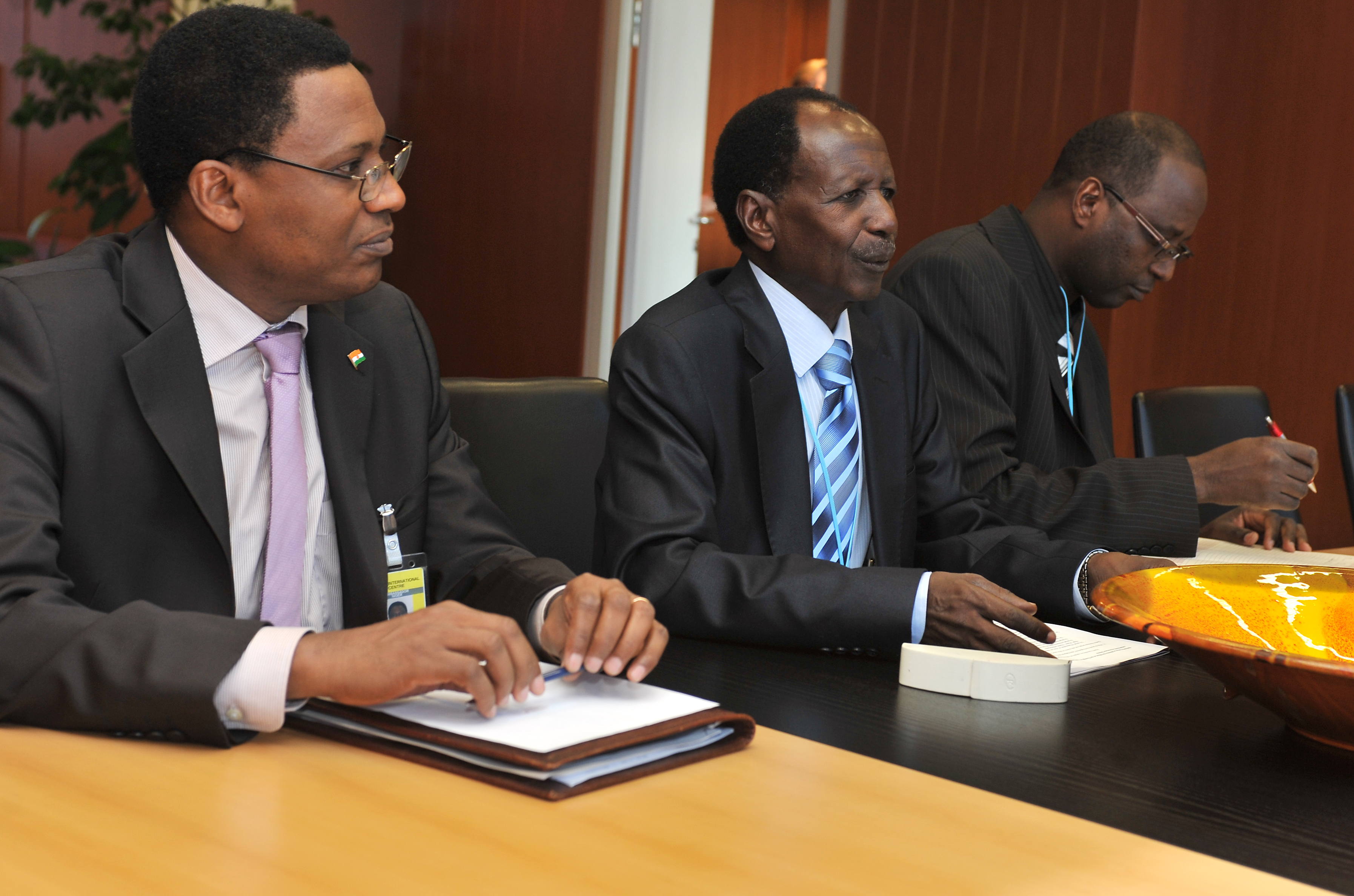
Adani Illo (links) mit Minister Foumakoye Gado (Mitte) 2011 in Wien

Adani Illo (* 28. Juli 1956 in Tanout) ist ein nigrischer Diplomat.

## Leben
Adani Illo stammt aus dem Damergou in Zentral-Niger. Er machte 1976 in Niamey, der Hauptstadt Nigers, sein Baccalauréat. Er erhielt an der Mohammed-V.-Universität in Marokko 1979 eine Licence in Politikwissenschaft sowie an der Universität Nizza in Frankreich 1980 eine Maîtrise en droit und 1981 ein Diplôme d’études approfondies in internationalem Recht für Entwicklung. 1982 trat er in den Dienst des nigrischen Ministeriums für auswärtige Angelegenheiten und Kooperation. Unter Außenminister Idé Oumarou war er zunächst Sektionschef, dann Dezernent. 1987 wurde er Europa-Direktor im Außenministerium.
Illo wechselte unter Staatschef Ali Saibou in den diplomatischen Dienst und war an der Botschaft Nigers in Washington, D.C. ab 1988 als Erster Rat und ab 1991 als interimistischer Geschäftsträger tätig. Mit dem demokratischen Umbruch in Niger 1993 kehrte er in seine Heimat zurück und arbeitete als diplomatischer Berater der Premierminister Mahamadou Issoufou und Souley Abdoulaye. 1996 wurde Illo Generalsekretär und 1999 technischer Berater im Außenministerium. Von 2001 bis 2004 war er an der Botschaft Nigers in Brüssel tätig. Anschließend amtierte er als stellvertretender ständiger Vertreter seines Landes bei der UNESCO in Paris.
Im Februar 2008 erhielt Adani Illo in Genf den Posten als Botschafter Nigers in der Schweiz, Österreich und Liechtenstein, ferner als ständiger Vertreter Nigers beim Büro der Vereinten Nationen in Genf, beim Büro der Vereinten Nationen in Wien, bei der Welthandelsorganisation und bei weiteren internationalen Organisationen in der Schweiz. Er vertrat zudem von 2010 bis 2012 Niger im Gouverneursrat der Internationalen Atomenergie-Organisation. 2013 wechselte Illo von Genf nach Brüssel. Dort wurde er Botschafter Nigers bei der Europäischen Union sowie in Belgien, den Niederlanden, Luxemburg, Island und Griechenland. 2015 wurde er stattdessen Generalsekretär der Nationalen Kommission der Frankophonie.
Adani Illo ist verheiratet und hat drei Kinder.